# Milán-San Remo 1988
La Milán-San Remo 1988 fue la 79.ª edición de la Milán-San Remo. La carrera se disputó el 19 de marzo de 1988, siendo el vencedor final el francés Laurent Fignon, que se impuso en el sprint en la meta de San Remo. 

## Clasificación final
| Pos. | Ciclista            | Equipo                         | Tiempo     |
| ---- | ------------------- | ------------------------------ | ---------- |
| 1    | Laurent Fignon      | Système U-Gitane               | 7h 06' 20" |
| 2    | Maurizio Fondriest  | Alfa Lum-Legnano               | m. t.      |
| 3    | Steven Rooks        | PDM-Ultima-Concorde            | m. t.      |
| 4    | Fabio Roscioli      | Ariostea-Gres                  | m. t.      |
| 5    | Sean Kelly          | KAS-Mavic                      | m. t.      |
| 6    | Giuseppe Calcaterra | Atala-Ofmega                   | m. t.      |
| 7    | Adri van der Poel   | PDM-Ultima-Concorde            | m. t.      |
| 8    | Erich Maechler      | Carrera Jeans                  | m. t.      |
| 9    | Rolf Gölz           | Superconfex-Yoko-Opel-Colnago  | m. t.      |
| 10   | Giuseppe Petito     | Gis Gelati-Jollyscarpe-Ecoflam | ̹̟+ 10"      |